# Blackstone (Massachusetts)
Pour les articles homonymes, voir Blackstone.
Blackstone est une municipalité du Comté de Worcester au Massachusetts, fondée en 1662.
Sa population était de 9 026 habitants en 2010.

## Localisation
| Mendon                          | Mendon                          | Bellingham (Comté de Norfolk) |
| Millville                       | Blackstone                      | Bellingham (Comté de Norfolk) |
| North Smithfield (Rhode Island) | North Smithfield (Rhode Island) | Woonsocket (Rhode Island)     |